# Toyota Cressida
Der Toyota Cressida war eine Limousine der oberen Mittelklasse, die von Toyota von Mitte 1973 bis Herbst 1992 hergestellt wurde.
Zunächst war der Cressida nur in Japan erhältlich, er war eine höherwertige ausgestattete Version des Corona Mark II. Im Export nach Europa, Nordamerika und Ozeanien ersetzte er diesen auch ab Sommer 1977. Neben dem Corona Mark II (später Toyota Mark II) waren auch der Chaser und der Cresta Schwestermodelle die auf der gleichen Plattform entstanden.
Ab Ende 1992 verschwand der Name Cressida aus der Toyota-Modellpalette, wobei die Schwestermodelle in Japan noch nach dem Jahre 2000 angeboten wurden. Die drei genannten Modelle behielten auch den Typencode X. Der Chaser und der Cresta wurden noch bis 2000 gebaut. Der Mark II wurde 2004 durch den Mark X ersetzt; der Mark II Blit, eine Kombivariante, wurde 2007 eingestellt.
Weltweit war der Cressida in verschiedenen Bauformen und Motorisierungen erhältlich, so mit den Sechszylindermotoren der G- und M-Serie und den Vierzylinder-Benzinmotoren der R-Serie, sowie den Vierzylinder-Dieselmotoren der L-Serie.
Der Name Cressida stammt aus einem Drama von William Shakespeare, Troilus und Cressida.

## Cressida RX30/RX 35 (1977–1981)
Die erste außerhalb Japans erhältlichen Generation des Cressida RX30 gab es als Limousine, Kombi (RX35) und Coupé. Außer den Coupé die nur in Japan angeboten und nur vereinzelt exportiert wurden, ersetzte er im Export den baugleichen Corona Mark II.
Zur Serienausstattung gehörten Klimaanlage, Automatikgetriebe (ein manuelles Fünfganggetriebe war ebenfalls erhältlich), Servolenkung, Armlehne hinten, UKW-MW-Radio mit Kassettenrekorder, umlegbare Vordersitze und heizbare Heckscheibe. Das Automatikgetriebe hatte vier Fahrstufen und einen Overdrive. Auf Wunsch gab es elektrische Fensterheber. Die Geräuschdämpfung war extrem gut und so galt der Cressida seinerzeit als eines der leisesten Autos. Der Reihensechszylindermotor 4M-E mit einer obenliegenden Nockenwelle lief sehr leise und war sehr leistungsfähig. In Neuseeland, wo der Wagen auch montiert wurde, entstand er als gut ausgestatteter GL mit 2,0 l-R4-Motor.
In Europa gab es den Cressida ab Anfang 1978 als Limousine und Kombi und nur mit dem 2,0 l-R4-Motor mit 66 kW/90 PS in der Ausstattung De Luxe. Entgegen der landläufigen Meinung entsprach diese Ausführung nicht dem DX anderer Toyota-Modelle, sondern war deutlich luxuriöser. Der zeitgleich verkaufte Toyota Carina wurde ebenfalls als De Luxe verkauft, eine Ausstattungsvariante, die ab 1980 in DX umbenannt wurde.
Die Limousine RX30 wurde noch bis Mitte 1981 produziert und in einigen Märkten angeboten.

## Cressida X6 / X6K (1980–1985)
Die zweite Generation des Cressida X6 entstand durch eine grundlegende Überarbeitung der vorhergehenden Generation. Das Coupé gab es nicht mehr, aber Limousine und Kombi zeigten ein moderneres Styling. Erstes Modell in Europa war ab Herbst 1980 die Limousine (LX60) mit dem neu eingeführten 2,2 Liter großen und 49 kW (67 PS) leistenden Dieselmotor sowie 5-Gang-Schaltgetriebe. Ab Frühjahr 1981 gab es auch den Kombi (X6K) mit dem Dieselmotor und den nun auch für die Limousine verfügbaren Benzinmotoren mit 2,8 l und 97 kW/132 PS mit serienmäßigem 4-Gang-Automatikgetriebe und dem 2,0-l mit 77 kW/105 PS, serienmäßig mit 5-Gang-Schaltgetriebe. Die Vorschriften in den USA verlangten den Einbau automatischer Sicherheitsgurte, die in diesem Falle aus Schultergurten bestanden, die sich elektromotorisch anlegten, sobald die Türen geschlossen und die Zündung eingeschaltet waren.
- Ab 1982 wurde der 5M-GE-Motor mit zwei obenliegenden Nockenwellen und Leistungsvarianten von 105 bis 115 kW (143–156 PS) eingebaut mit serienmäßigem 4-Gang-Automatikgetriebe. Zusätzlich gab es nun auch parallel optional ein 3-Gang-Automatikgetriebe für den Diesel ebenso wie für den 2,0-l der in dieser Version auf 80 kW bzw. 109 PS Leistung stieg.
- Ende 1982 wurde der Cressida erneut überarbeitet und erhielt eine Einzelradaufhängung hinten an Schräglenkern und Scheibenbremsen hinten. Diese Technologien wurde mit wenigen Änderungen vom Supra übernommen. Es gab auf Wunsch nun auch ein manuelles Fünfganggetriebe für den 5M-GE-Motor, aber die so ausgestatteten Fahrzeuge sind heute seltener als die Automatikversionen. Das elektronisch gesteuerte Automatikgetriebe A43DE war eine weitere Verbesserung gegenüber dem vorherigen hydraulischen A43DL. Es hatte drei Charakteristiken zu bieten: Power, Normal und Economy. Diese Ausführung wurde wegen ihres guten Handlings, ihrer Fahreigenschaften und ihres ruhigen Innenraums, vor allen Dingen aber wegen ihrer Zuverlässigkeit gelobt. Der Cressida war bald als guter Wagen bekannt.
- Im Juli 1983 gab es den Diesel nicht mehr als Limousine, da hier nun der Toyota Camry angeboten wurde.
- Im November 1984 erhielt der 2,8-l optional ein 5-Gang-Schaltgetriebe, wodurch die Leistung auf 100 kW bzw. 136 PS stieg. Gleichzeitig entfiel die 2,0-l-Automatikversion.
- Im März 1985 fiel der 2,0-l-Motor ebenso wie der Dieselmotor aus der Produktion. Die Limousine und der Kombi wurden mit den übrigen Motoren noch bis Oktober 1985 in Deutschland angeboten.
- Im Oktober 1986 ersetzte den Cressida in Europa der Toyota Camry V2, der weitestgehend bauähnlich dem Cressida MX73 und später MX83 war.

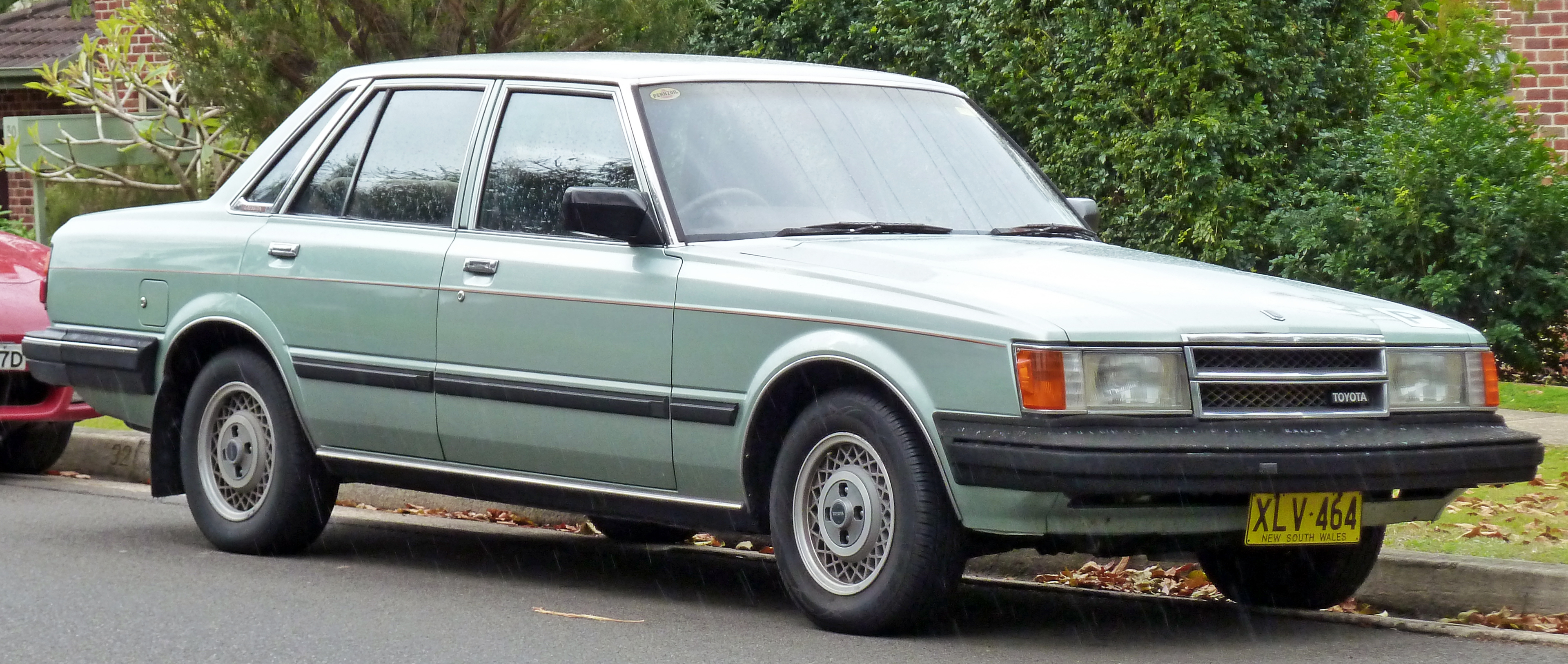
Toyota Cressida (1982–1986)
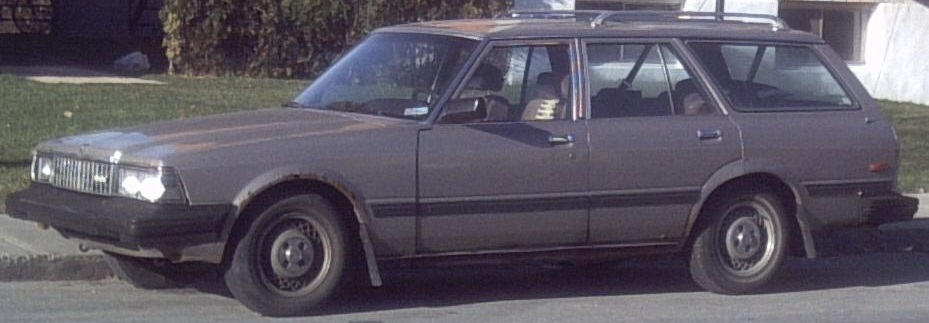
Toyota Cressida Kombi (1982–1986)

## Cressida MX73 (1985–1988)
Im Herbst 1985 führte Toyota einen neuen Cressida ein, den MX73, wobei dieser weitgehend dem Toyota Camry V2 entsprach. Der 5M-GE-Motor wurde fast unverändert von Vorgänger übernommen, erhielt aber einen Klopfsensor, der die Vorzündung auf die Benzinqualität einstellte.
Die Karosserie war komplett neu und aerodynamischer als beim Vorgänger. Der neue Cressida wurde, wie sein Hauptkonkurrent, der Nissan Maxima als „Kompaktwagen“ in den USA geführt, obwohl seine Maße gegenüber dem Vorgänger deutlich gewachsen waren. Auf Wunsch waren ein elektronisches Fahrwerk, Digitalinstrumente, Holzdekor und Radiofernbedienung rechts neben dem Lenkrad erhältlich. Das Automatikgetriebe behielt die Einstellungen Normal und Power, aber die Economy-Einstellung ließ man fallen, da sie wegen der niedrigen Schaltpunkte fast nie benutzt wurde.
Ab 1987 baute man neue Automatikgetriebe vom Typ A340E ein, die auch mit dem 7M-GE-Motor eingesetzt wurden. Der Kombi wurde bereits 1987 eingestellt und ab 1988 gab es kein manuelles Getriebe mehr. 1988 leisteten die Motoren 161 PS (118 kW).

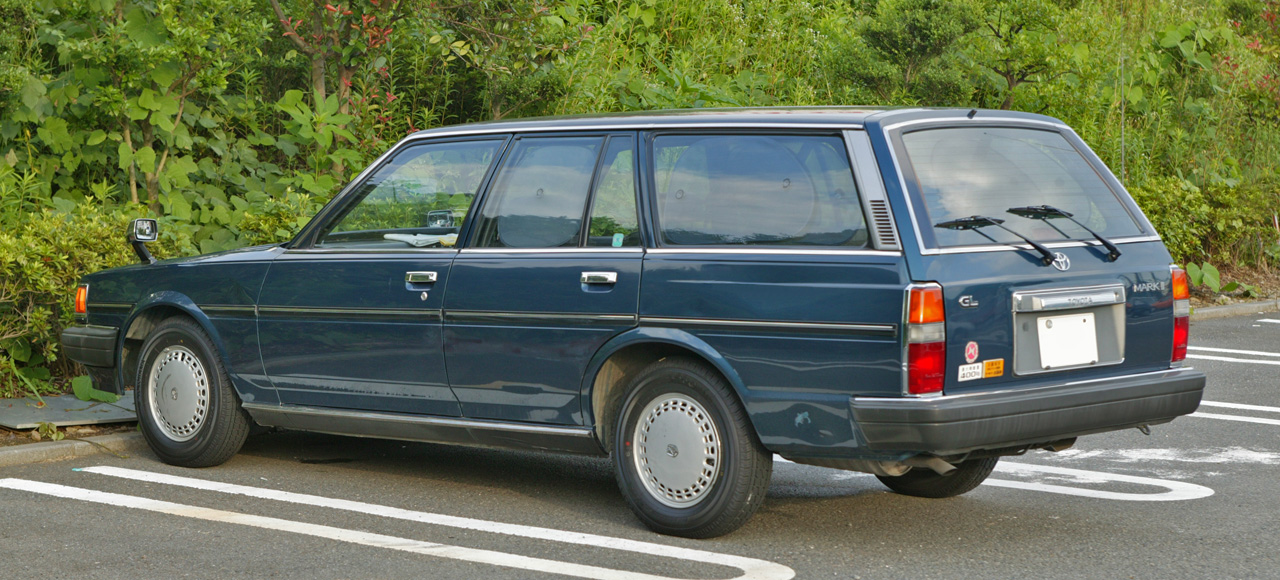
Baugleich: Toyota Mark II Kombi
(1985–1987)

## Cressida MX83 (1989–1992)
Ab Frühjahr 1989 wurde die letzte Generation des Cressida, der MX83, angeboten. Sie entsprach weitestgehend dem Toyota Camry MX 83. Neben dem überarbeiteten Design gab es nun den neuen 7M-GE-Motor mit 3,0 l Hubraum, der nun 190 PS (140 kW) leistete. Das Modell war runder und größer als der Vorgänger, zeigte aber ein kantigeres und aufrechteres Styling. Das Automatikgetriebe hatte nun eine Vorrichtung, die das Verlassen der Parkstellung nur gestattete, wenn gleichzeitig die Fußbremse betätigt wurde. Wie bei früheren Generationen entsprach die Mechanik der des zeitgenössischen Supra. Die Vorderräder waren an MacPherson-Federbeinen aufgehängt, die Hinterräder weiterhin an Schräglenkern.
Die Ausstattung war recht vollständig: elektrische Fensterheber, Zentralverriegelung, Tempomat und Getriebeautomatik gehörten zur Serienausstattung. Auf Wunsch gab es auch ein Antiblockiersystem, elektrisches Schiebedach, CD-Spieler (ohne Wechsler) und elektrisch einstellbare Ledersitze für Fahrer und Beifahrer. Auch ein vollwertiges Ersatzrad war enthalten.

Im Herbst 1991 wurden Kühlergrill, Lenkrad und Räder leicht überarbeitet.

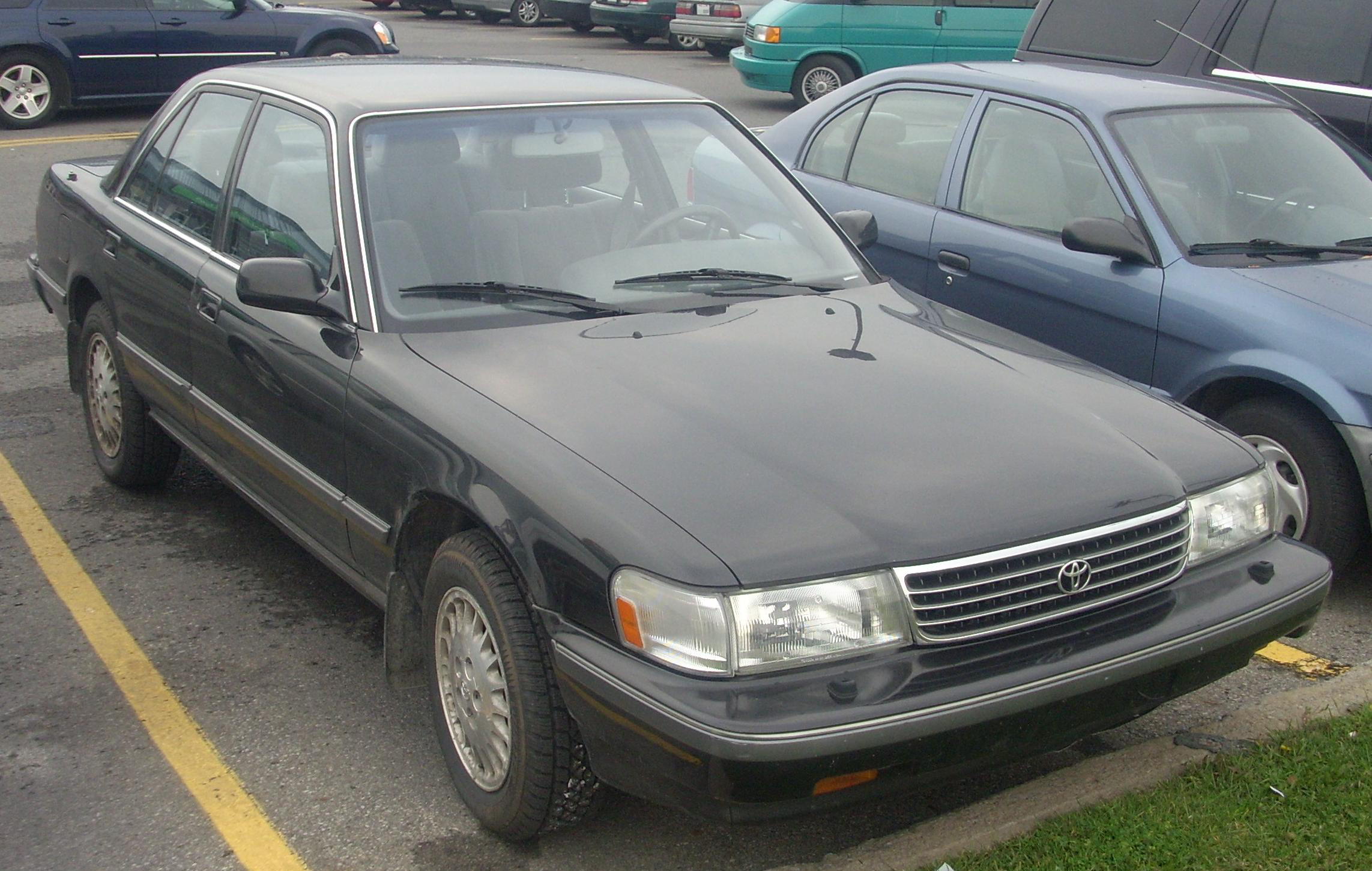
Toyota Cressida (1991–1992, USA)
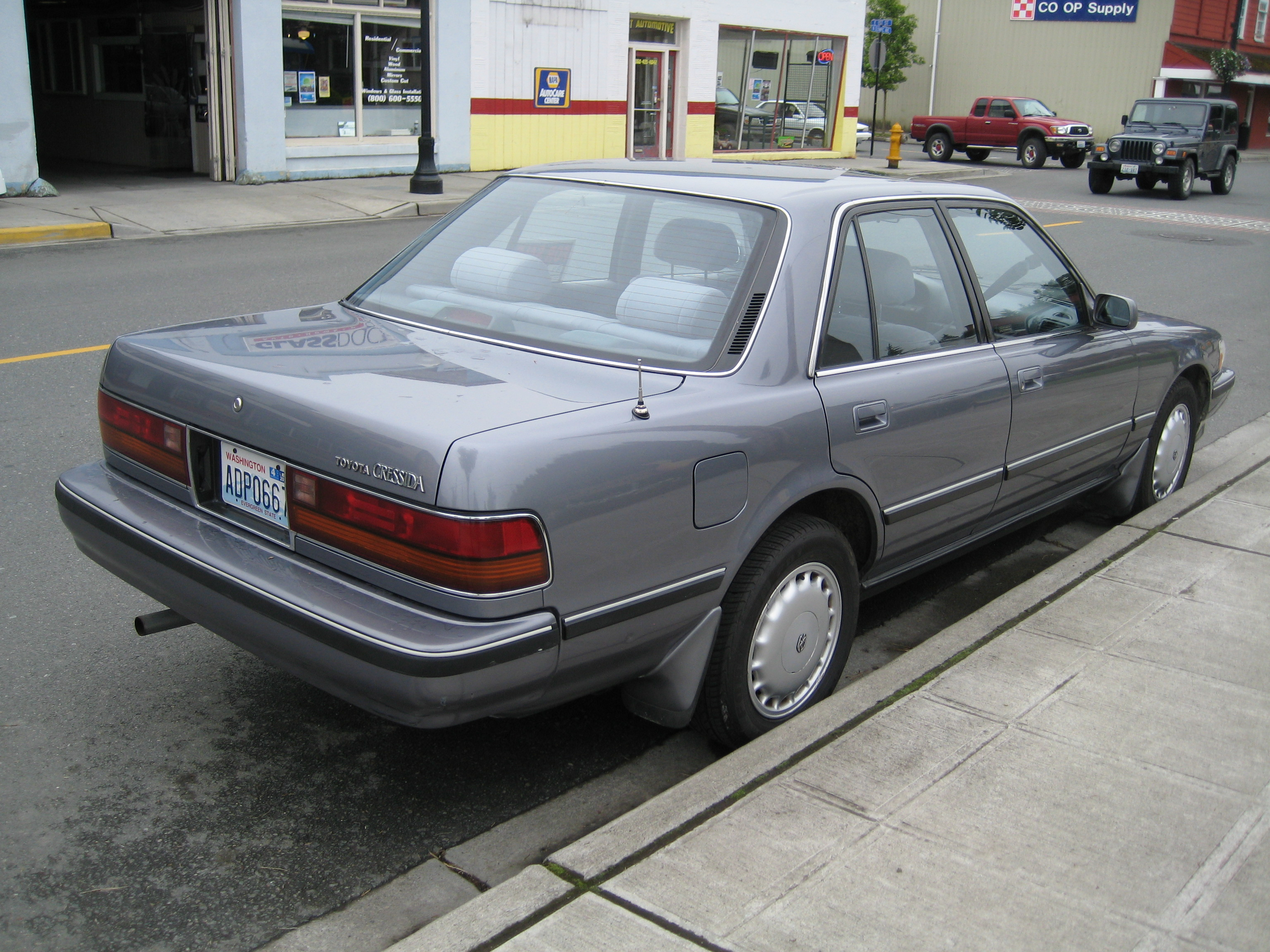
Heckansicht

## Weltweit
In Europa wurde er von Sommer 1977 bis Herbst 1985 angeboten und durch den Toyota Camry ersetzt, der aber hier teilweise bereits seit 1983 angeboten wurde.
In Ozeanien wurde der Cressida bis Herbst 1992 angeboten und dann durch den Vienta und später parallel durch den Avalon ersetzt. Viele Australier bedauern, dass der Vienta Frontantrieb hatte, weil Hinterradantrieb bei den großen Limousinen in Australien beliebt war.
Auch in Nordamerika wurde der Cressida bis Herbst 1992 angeboten. Ab 1986 war er hier jedoch nur eine besser ausgestattete Variante des Toyota Camry. Der eigentliche Nachfolger dort war ebenfalls der Toyota Avalon der aber erst ab 1995 angeboten wurde.
Heute wird der Cressida in aller Welt gerne als Basis für Tuningfahrzeuge verwendet, da er Heckantrieb und kräftige Motoren besitzt. Häufig wird der Cressida heute mit umgebauter Radaufhängung und Turbomotoren in Drifting-Rennen oder Straßenrennen eingesetzt.